# Grup consonàntic
Un grup consonàntic és l'articulació de diverses consonants seguides, sense que intervingui cap vocal, de manera que el so de cada consonant queda lligat i afectat pel de les veïnes. El grup consonàntic pot constituir l'atac (inici) o coda (final) d'una síl·laba o produir-se pel contacte entre consonants de diferents síl·labes. Sovint provoca assimilació de trets fònics entre sons.
No totes les llengües permeten l'existència de grups consonàntics, cada idioma regula a les seves normes en fonologia quan es pot produir i entre quins fonemes concrets. Exemples en català serien "blau" o "enmig", on s'aprecia un grup consonàntic que forma part d'una síl·laba sense afectació fonètica entre els sons, i un grup entre síl·labes amb canvi en el punt d'articulació per assimilació.